# Gulögd mestyrann
Gulögd mestyrann (Anairetes parulus) är en fågel i familjen tyranner inom ordningen tättingar. IUCN kategoriserar arten som livskraftig.

## Utbredning och underarter
Arten påträffas i västra Sydamerika. Dess utbredningsområde sträcker sig från södra Colombia och söderut längs bergskedjan Anderna till Eldslandet. Den sydligaste delen av populationen är flyttfågel, de andra lever i samma område året runt. 

Gulögd mestyrann delas in i tre underarter med följande utbredning:
- A. p. aequatorialis – förekommer i Anderna från södra Colombia till norra Argentina (Salta och Jujuy)
- A. p. patagonicus – förekommer i västra Argentina (södra Mendoza till norra Santa Cruz)
- A. p. parulus – förekommer i Anderna i Chile och sydvästra Argentina till Tierra del Fuego

## Fältkännetecken
Gulögd mestyrann är mycket nära släkt med robinsoncrusoemestyrann. Den är mycket liten och har en distinkt och iögonfallande tofs. Huvudet är svart med smala ränder ovanför näbben och bakom ögonen. Dess matt gråbruna rygg kontrasterar mot dess vita strupe och bröst som översållats med svarta streck och den jämnt blekgula magen. Den har en bred sångrepertoar.

## Ekologi och beteende
Fågeln föredrar att leva i skogar och busklandskap på hög höjd, men är en generalist och kan påträffas i många olika naturtyper. Denna mestyrann försvarar sitt revir mot alla andra mestyranner. Gulögd mestyrann lever huvudsakligen av insekter som fångar på eller från små buskar. Oftast söker de föda i par. Häckande honor lägger normalt två eller tre ägg två gånger per år i ett skålformat bo, uppbyggt av rottrådar, gräs och lav och inrett med små fjädrar.

## Status
Arten har ett stort utbredningsområde och beståndet anses vara stabilt. Internationella naturvårdsunionen IUCN listar den därför som livskraftig (LC).